# K. Hanumanthaiah
Kengal Hanumanthaiah (abweichende Namensschreibweise: Kengal Hanumanthaiy; Kannada: ಕೆಂಗಲ್ ಹನುಮಂತಯ್ಯ; Sanskrit: केङ्गल् हनुमन्तय्य; * 6. Februar 1908 in Lakkappanahalli, Ramanagara, Fürstenstaat Mysore, Britisch-Indien; † 1. Dezember 1980) war ein indischer Politiker des Indischen Nationalkongresses (INC), der unter anderem zwischen 1952 und 1956 Chief Minister von Mysore sowie Minister in mehreren Unionsregierungen war.

## Leben

### Rechtsanwalt und Chief Minister von Mysore

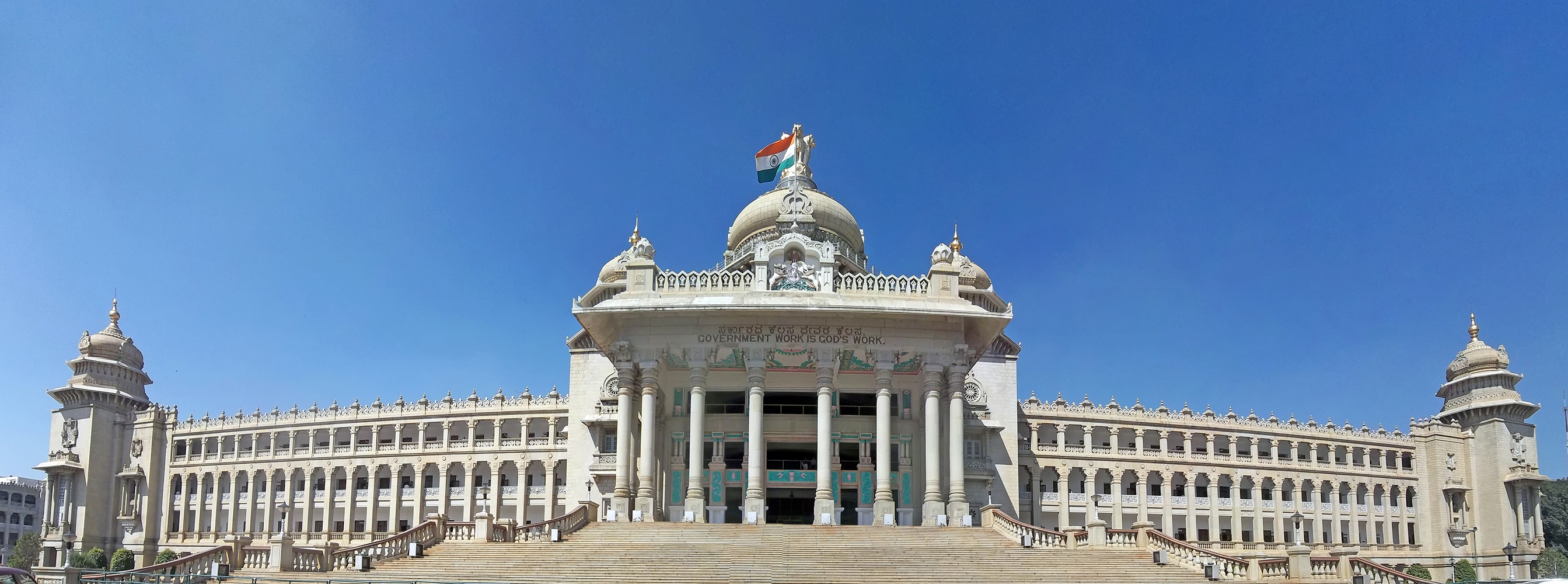
In Hanumanthaiahs Amtszeit als Chief Minister von Mysore wurde 1956 die Vidhana Soudha fertiggestellt, das Parlamentsgebäude des Bundesstaates

Kengal Hanumanthaiah, Sohn von Venkata Gowd, absolvierte nach dem Besuch des Maharaja College in Mysore ein Studium der Rechtswissenschaften am Poona Law College und nahm nach dessen Abschluss eine Tätigkeit als Rechtsanwalt auf. Er begann seine politische Laufbahn 1942 als Mitglied des Stadtrates von Bangalore und war zugleich zehn Jahre lang Vorsitzender des dortigen Indischen Nationalkongresses (INC). Wegen seines Einsatzes im Kampf für die Unabhängigkeit Indiens wurde er #sieben Mal festgenommen und wurde 1944 erstmals Mitglied des Repräsentantenversammlung des Fürstenstaates Mysore, der er bis 1947 angehörte. Während dieser Zeit war er auch Vorsitzender der INC-Fraktion sowie stellvertretender Vorsitzender der INC-Fraktion in der Verfassungsgebenden Versammlung dieses Fürstenstaates. Des Weiteren engagierte er sich als Mitglied des Ausschusses der Verfassungsgebenden Versammlung Indiens zur Erarbeitung einer Modellverfassung für die indischen Bundesstaaten und Unionsterritorien.
Nach der Unabhängigkeit Indiens wurde Hanumanthaiah 1947 Mitglied der Verfassungsgebenden Versammlung von Mysore und gehörte von 1949 bis 1952 auch dem Exekutivausschuss der INC-Fraktion an. Während dieser Zeit war er Delegierter bei den Konferenzen der Interparlamentarischen Union (IPU) in Stockholm (1949) sowie in Dublin (1950). Er war von 1950 bis 1952 Präsident des INC in Mysore und wurde 1952 erstmals Mitglied der Legislativversammlung von Mysore (Mysore Legislative Assembly), der er bis 1962 angehörte. Am 30. März 1952 wurde er als Nachfolger von K. Chengalaraya Reddy Chief Minister von Mysore und bekleidete dieses Amt bis zum 18. August 1956, woraufhin Kadilal Manjappa seine Nachfolge antrat. In seiner Amtszeit wurde die Vidhana Soudha fertiggestellt, das Parlamentsgebäude des Bundesstaates. Während dieser Zeit war er von 1952 bis 1956 zugleich Vorsitzender der INC-Fraktion, Vorsitzender des Ausschusses für Bildungsreform, Mitglied des Nationalen Entwicklungsrates sowie Ständigen Ausschusses von dessen Plankommission. 1962 war er abermals Delegierter bei der IPU-Konferenz in Brasília.

### Mitglied der Lok Sabha und Unionsminister
Bei der Wahl vom 19. bis 25. Februar 1962 wurde K. Hanumanthaiah für den INC erstmals zum Mitglied der Lok Sabha, des Unterhauses des indischen Parlaments (Bhāratīya saṃsa) gewählt, und vertrat in diesem bis zur Wahl vom 16. bis 20. März 1977 den Wahlkreis Bangalore City in Mysore, das 1973 in Karnataka umbenannt wurde. Während seiner Parlamentszugehörigkeit war er 1966 Vorsitzender der indischen Delegation bei der Parlamentarischen Konferenz des Commonwealth of Nations in Ottawa sowie zwischen 1967 und 1970 Mitglied und zuletzt als Nachfolger von Morarji Desai Vorsitzender Regierungskommission für Verwaltungsreformen (Administrative Reforms Commission). Darüber hinaus fungierte er von 1967 bis 1968 als stellvertretender Vorsitzender der INC-Fraktion in der Lok Sabha.
Im ersten Kabinett von Premierministerin Indira Gandhi übernahm er am 26. Juni 1970 als Nachfolger von Panampilly Govinda Menon den Posten als Minister für Justiz und soziale Wohlfahrt und bekleidete diesen bis zum 18. März 1971. In dieser Funktion war er vom 6. bis zum 12. September 1970 Leiter der indischen Delegation bei der XV. Internationalen Konferenz für soziale Wohlfahrt in Manila und Präsident der dortigen Zweiten Kommission. Des Weiteren war er im Anschluss vom 14. bis zum 16. September 1970 Teilnehmer und Vizepräsident der Ersten Konferenz der Sozialminister Asiens in Manila. Ferner war als Justizminister am 8. Januar 1971 Gastgeber und Leiter der indischen Delegation auf der Konferenz der Justizminister und Generalstaatsanwälte in Neu-Delhi.
Im darauf folgenden zweiten Kabinett Indira Gandhi wurde Kengal Hanumanthaiah am 18. März 1971 Eisenbahnminister und verblieb in dieser Funktion bis zu einer Kabinettsumbildung am 22. Juli 1972, woraufhin T. A. Pai seine Nachfolge antrat. Zugleich wurde er 1971 Vorsitzender des Arbeitsausschusses des All India Congress Committee (AICC), des Präsidiums des INC.
Aus seiner im Mai 1934 geschlossenen Ehe mit Shrimati Puttamma gingen zwei Töchter hervor. Ihm zu Ehren wurde 2009 der Kengal Hanumanthaiya Memorial Trust gegründet.

## Weblink
- Eintrag (Memento vom 13. Oktober 2018 im Internet Archive) auf der Homepage der Lok Sabha